# Жуковка (Багратіоновський район)
Жуковка (рос. Жуковка) — селище Багратіоновського району, Калінінградської області Росії. Входить до складу Пограничного сільського поселення.
Населення — 64 особи (2015 рік).

## Географія
Селище розташоване за 38 км від районного центру — міста Багратіоновська, 37 км від обласного центру — міста Калінінграда та 1121 км від Москви.

## Історія
Селище засноване 1260 року.
Мало назву Перапин до 1437, Квіліттен до 1947 року.

## Населення
За даними перепису 2010 року, у селі мешкало 64 осіб, з них 30 (46,9 %) чоловіків та 34 (53,1 %) жінок. Згідно з переписом 2002 року, у селі мешкало 51 осіб, з них 26 чоловіків та 25 жінок.